# اچ‌دی ۱۷۰۹۲
اچ‌دی ۱۷۰۹۲ یک ستاره است که در صورت فلکی برساوش قرار دارد.